# U Bungkok
U Bungkok is een bestuurslaag in het regentschap Pidie van de provincie Atjeh, Indonesië. U Bungkok telt 885 inwoners (volkstelling 2010).